# Championnat d'Afrique masculin de volley-ball 1987
Navigation
Championnat d'Afrique 1983 Championnat d'Afrique 1989
Le 6e championnat d'Afrique masculin de volley-ball se déroule du 4 au 12 décembre 1987 à Tunis en Tunisie. Il met aux prises les sept meilleures équipes continentales.

## Résultats

### Groupe A
- 4 décembre 1987 :  Tunisie bat  Soudan (3-0)
- 5 décembre 1987[1] :
  -  Cameroun bat  Rwanda (3-0)
  -  Tunisie bat  Cameroun (3-1 en quatre sets : 16-14, 15-11, 12-15, 15-13)
  -  Rwanda -  Soudan
- 8 décembre 1987[2] :
  -  Cameroun bat  Soudan (3-0)
  -  Tunisie bat  Rwanda (3-0)

### Groupe B
- 5 décembre 1987 :  Algérie bat  Égypte (3-1 en quatre sets : 15-4, 15-9, 11-15, 15-6)
- 6 décembre 1987 :  Nigeria bat  Algérie (3-1 en quatre sets : 14-16, 15-9, 15-11, 15-11)
- 8 décembre 1987 :  Égypte bat  Nigeria (3-1)[3]

Le Sénégal est forfait.

### Demi-finales
Les demi-finales sont organisées le 11 décembre au Palais des sports d'El Menzah : le Cameroun bat l'Algérie trois sets à deux alors que la Tunisie bat l'Égypte trois sets à un (16-14, 10-15, 15-6, 15-8).

### Finale
La finale est organisée le 12 décembre (17h30) : la Tunisie bat le Cameroun trois sets à 0 (15-6, 19-9, 15-3). Pour la troisième place (16h00), l'Algérie bat l'Égypte trois sets à deux.

## Classement final
| Place              | Équipe   |
| ------------------ | -------- |
| Médaille d'or      | Tunisie  |
| Médaille d'argent  | Cameroun |
| Médaille de bronze | Algérie  |
| 4                  | Égypte   |
| 5                  | Nigeria  |
| 6                  | Soudan   |
| 7                  | Rwanda   |
| 8                  | Kenya    |

## Vainqueur
| Championnat d'Afrique de volley-ball — Vainqueur 1987 |
| ----------------------------------------------------- |
| Tunisie Quatrième titre                               |